# Swellendam
Swellendam er en lille by i provinsen Western Cape i Sydafrika. Den har cirka 30.000 indbyggere. Byen er et af de ældste steder med europæisk bosætning i Sydafrika og har en række flotte eksempler på kaphollandsk arkitektur.
Swellendam ligger ved hovedvej N2, ca. 220 km fra både Cape Town og George.
De tidlige rejsende og udforskere, som besøgte Kaplandet i 1500-tallet, handlede med khoikhoierne, som levede ved kysten. Da hollandske Ostindiske kompagni (VOC) etablerede en forsyningsstation ved Kapstaden i 1652 udviklede handelen sig ind i landet så langt som til Swellendam. I 1743 blev Swellendam erklæret for et magisterdistrikt, det tredje ældste i Sydafrika. Stedet blev opkaldt efter guvernør Hendrik Swellengrebel og hans hustru Helena Ten Damme. Denne bosætning blev hurtigt en indfaldsport til det indre af landet og blev besøgt af mange kendte udforskere og rejsende, bl.a. Le Vaillant (1781), lady Anne Barnard (1798), Burchell (1815) og Bowler (1860).
Efterhånden udvikledes bosættelsen til en landsby, hvor håndværkere, vognmagere og handelsmænd slog sig ned. For ordinære rejsende og opdagelsesrejsende var serviceydelserne i landsbyen uvurderlige, eftersom Swellendam var den sidste udpost i det østlige grænseområde.
I 1795 førte dårligt styre og mangelfuld opmærksomhed fra VOC til, at de gennem lang tid forsømte indbyggere i Swellendam gjorde oprør. De erklærede stedet som republik, men denne blev dog kortvarig på grund af den britiske okkupation af Kaplandet. Med de britiske nybyggeres ankomst i begyndelsen af 1800-tallet blomstrede Overberg, og dens hovedstad Swellendam blev snart hjemsted for stor handel. I første halvdel af det 19. århundrede var de østlige distrikter blevet koloniseret af britiske nybyggere, og Swellendam var blevet en levende by. Byen tjente som forsyningsstation på den lange rejse op langs kysten.
I dag er Swellendam et blomstrende agrikulturelt område og har mange attraktive og historiske bygninger til minde om dens fortid.